# Euryeidon monticola
Euryeidon monticola är en spindelart som beskrevs av Pakawin Dankittipakul och Rudy Jocqué 2004. Euryeidon monticola ingår i släktet Euryeidon och familjen Zodariidae.
Artens utbredningsområde är Thailand. Inga underarter finns listade i Catalogue of Life.